# Jaciara
Jaciara – miasto i gmina w Brazylii, w stanie Mato Grosso.